# Hyalopeziza
Гіалопеціца (Hyalopeziza) — рід грибів родини Hyaloscyphaceae. Назва вперше опублікована 1870 року.
В Україні зустрічається Гіалопеціца тисячекрапчаста (Hyalopeziza millepunctata).